# Бен-Езра (синагога)
Синагога Бен-Езра (івр. בית כנסת בן עזרא, араб. معبد بن عزرا, англ. Ben Ezra Synagogue), відома також як El-Geniza Synagogue (івр. בית כנסת אל גניזה) або Synagogue of the Levantines (al-Shamiyin), — одна з найдавніших синагог старого Каїру.
Синагога також відома тим, що у ній було знайдено скарбницю старовинних єврейських, арамейських та юдейсько-арабських світських та священних рукописів. Колекція, що відома як Каїрська гениза, була доставлена до Кембриджського університету в Кембридж, Англія. Серед інших реліквій в колекції було знайдено так званий «Київський лист», що вважається найдревнішим автентичним документом, написаним на території Київської Русі і може датуватися 10 ст. н. е. Документ написаний гебрейською мовою і містить першу згадку про Київ у формі Qiyyōb (івр. קייב‎).

## Історія
Точна історія усіх споруд, що знаходилися на місці синагоги, невідома. За деякими даними, саме раннє з них датується 350 р. до н. е.
Пізніше на цьому місці був споруджений храм коптської православної церкви. В 882 р. патріарх Олександрійський коптської православної церкви для того, щоб сплатити податок мусульманам, продав будівлю храму і його територію єврейській общині за 20 тисяч динарів.
13 травня 1896 р. дослідник Соломон Шехтер в генизі (сховище) синагоги Бен-Езра виявив архів рукописів. Знайдені рукописи охоплювали понад тисячу років (з кінця IX по кінець XIX ст.). Цей архів під назвою «Каїрська гениза» став культурним надбанням і цінним архивом єврейської історії. Серед фахівців, що займалися вивченням «Каїрської генизи», слід вказати Шломо Гойтейна.
Будівництво нинішньої будівлі синагоги було завершене у 1892 р. З 1983 по 1995 р. була проведена реконструкція будівлі. Зараз синагога використовується як музей.

## Інтер'єр
Основне приміщення синагоги має два поверхи, перший був призначений для чоловіків, а другий — для жінок.
В оздобленні інтер'єру широко застосовані варіації на тему перших двох ітерацій фрактального трикутника Серпінського.

## Галерея

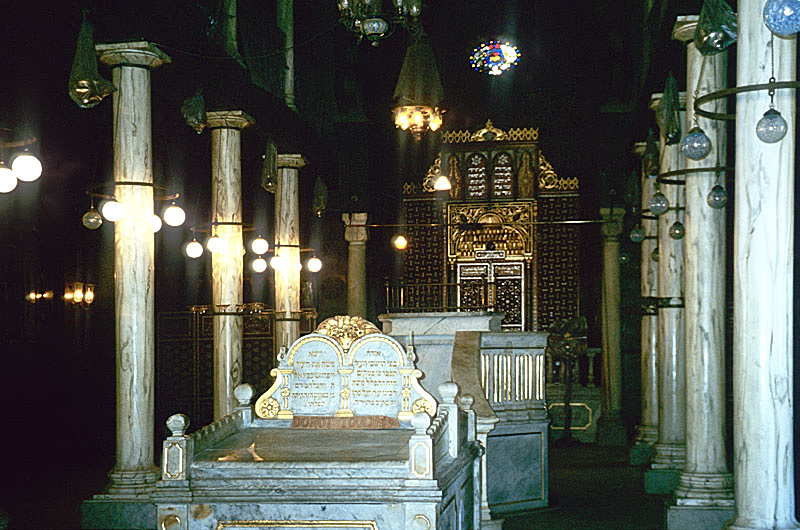
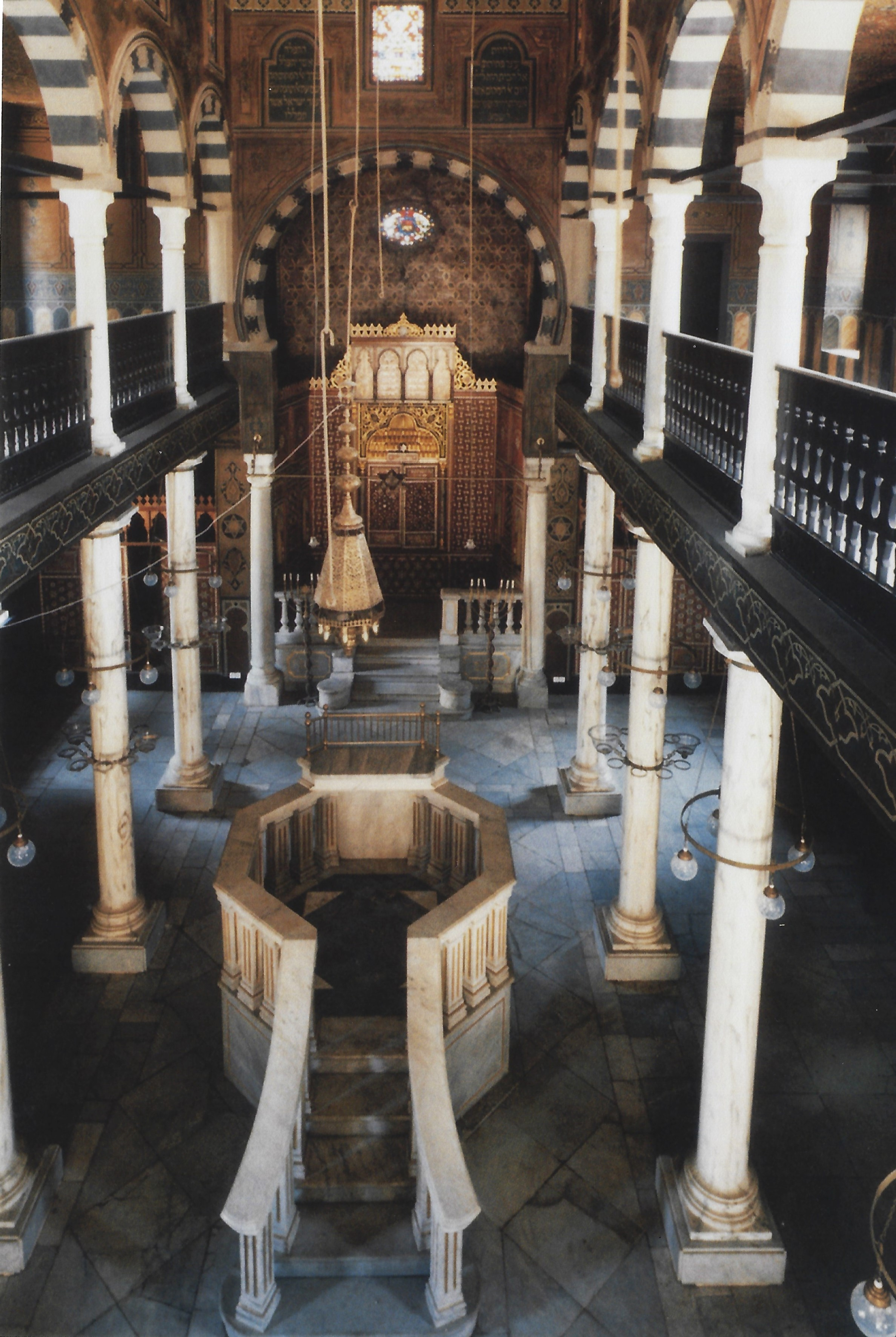
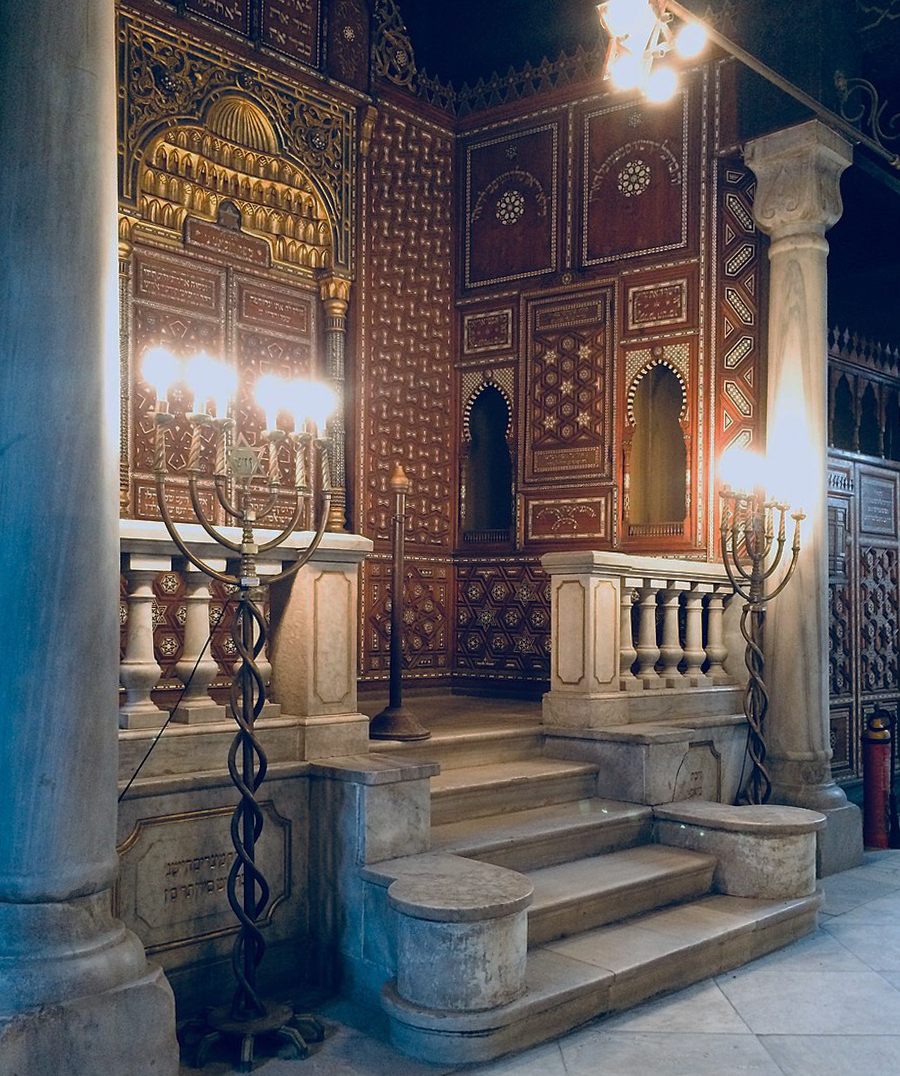